# 毛里茨·安德松
毛里茨·安德松（瑞典語：Mauritz Andersson，1886年9月22日—1971年11月1日），瑞典男子摔跤运动员。他曾代表瑞典参加1908年和1912年夏季奥林匹克运动会摔跤比赛，其中1908年奥运会获得一枚银牌。